# Álvaro González Soberón
Álvaro González Soberón (Potes, 8 januari 1990) is een Spaans voetballer die doorgaans als  centrale verdediger speelt. In 2019 verruilde hij Villarreal voor Olympique Marseille.

## Clubcarrière
Álvaro is afkomstig uit de jeugdopleiding van Racing Santander. Op 1 mei 2011 debuteerde hij in de Primera División, toen door doelpunten van Markus Rosenberg en Kennedy Bakırcıoğlu met 2–0 gewonnen werd van RCD Mallorca. Op 11 juli 2012 tekende de centrumverdediger een vierjarig contract bij reeksgenoot Real Zaragoza. Een jaar later degradeerde hij met de club naar de Segunda División.
Op 28 juli 2014 tekende Álvaro voor vijf jaar bij Espanyol. Hij vierde zijn terugkeer op het hoogste niveau in het shirt van Espanyol in de uitwedstrijd tegen Almería (1–1) op de eerste speeldag van het seizoen 2014/15.
 Op 14 februari 2015 maakte hij zijn eerste competitietreffer voor de Catalaanse club in de uitwedstrijd tegen Málaga. Na het doelpunt van González werd het nog 0–2 door een treffer van Sergio García.
In de zomer van 2016 maakte de centrumverdediger de overstap naar Villarreal, waar hij zijn handtekening zette onder een verbintenis voor de duur van vier seizoenen.
Tijdens het seizoen 2019-2020 werd hij uitgeleend aan de Franse Ligue 1club Olympique Marseille.  Het contract bevatte een verplichte overname clausule, die inging op 30 juni 2020 en vastgelegd was op 5 MEUR.  Hij werd er berucht na een competitiewedstrijd op 13 september 2020 tegen Paris Saint-Germain.  In totaal ontvingen 5 spelers de rode kaart en achteraf beweerdde PSG speler Neymar dat racistische opmerkingen van Álvaro aan de grondslag van het conflict lagen.

## Clubstatistieken
| Seizoen | Club                   | Competitie       | Competitie | Competitie | Beker | Beker | Internationaal | Internationaal | Totaal | Totaal |
| Seizoen | Club                   | Competitie       | Wed.       | Dlp.       | Wed.  | Dlp.  | Wed.           | Dlp.           | Wed.   | Dlp.   |
| ------- | ---------------------- | ---------------- | ---------- | ---------- | ----- | ----- | -------------- | -------------- | ------ | ------ |
| 2010/11 | Racing Santander       | Primera División | 3          | 0          | 0     | 0     | —              | —              | 3      | 0      |
| 2011/12 | Racing Santander       | Primera División | 34         | 1          | 2     | 0     | —              | —              | 36     | 1      |
| 2012/13 | Real Zaragoza          | Primera División | 33         | 1          | 4     | 0     | —              | —              | 37     | 1      |
| 2013/14 | Real Zaragoza          | Segunda División | 39         | 1          | 1     | 0     | —              | —              | 40     | 1      |
| 2014/15 | Espanyol               | Primera División | 36         | 1          | 6     | 0     | —              | —              | 42     | 1      |
| 2015/16 | Espanyol               | Primera División | 36         | 0          | 2     | 0     | —              | —              | 38     | 0      |
| 2016/17 | Espanyol               | Primera División | 2          | 0          | 0     | 0     | —              | —              | 2      | 0      |
| 2016/17 | Villarreal             | Primera División | 1          | 0          | 4     | 0     | 5              | 0              | 10     | 0      |
| 2017/18 | Villarreal             | Primera División | 33         | 0          | 2     | 0     | 3              | 0              | 38     | 0      |
| 2018/19 | Villarreal             | Primera División | 33         | 1          | 1     | 0     | 7              | 0              | 34     | 1      |
| 2019/20 | -> Olympique Marseille | Ligue 1          | 20         | 0          | 4     | 1     | —              | —              | 24     | 1      |
| 2020/21 | Olympique Marseille    | Ligue 1          | 32         | 2          | 2     | 0     | 6              | 0              | 40     | 2      |
| 2021/22 | Olympique Marseille    | Ligue 1          | 6          | 0          | 1     | 0     | 2              | 0              | 9      | 0      |
| Totaal  | Totaal                 | Totaal           | 308        | 7          | 29    | 1     | 23             | 0              | 360    | 8      |

Bijgewerkt op 31 december 2021.

## Interlandcarrière
Álvaro kwam eenmaal in actie voor Spanje –21. In 2013 won hij met Spanje –21 het Europees kampioenschap voor spelers onder 21 jaar in Israël.

## Erelijst
| EK –21 | 1 | 2013 |